# جيم مارغوليس
جيم مارغوليس (بالإنجليزية: Jim Margolis)‏ هو سياسي أمريكي، ولد في 30 أبريل 1955 في ألباكركي في الولايات المتحدة.

## روابط خارجية
- جيم مارغوليس على موقع IMDb (الإنجليزية)